# Natrix natrix

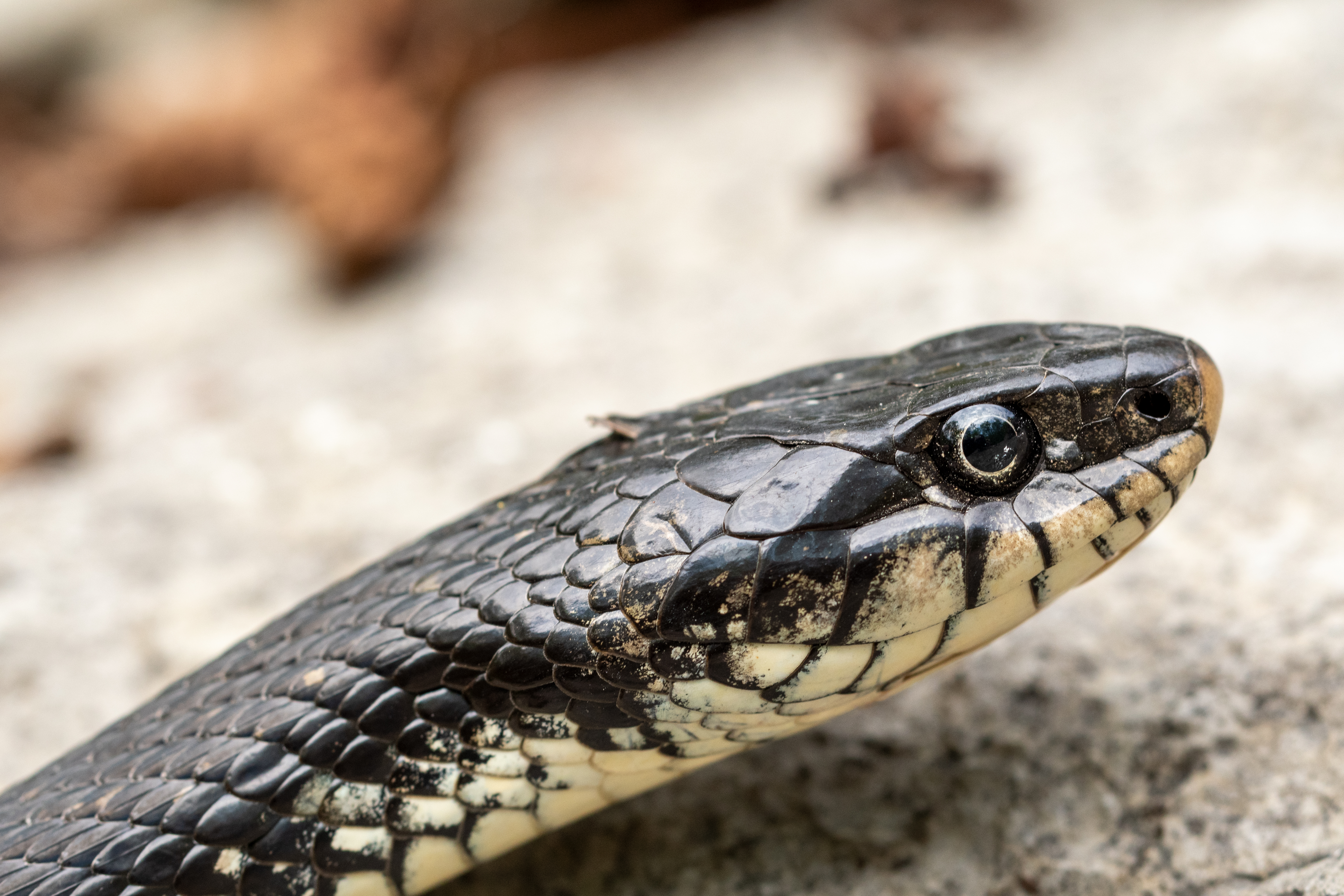
Individuo melanotico di Natrice dal collare (Natrix natrix)

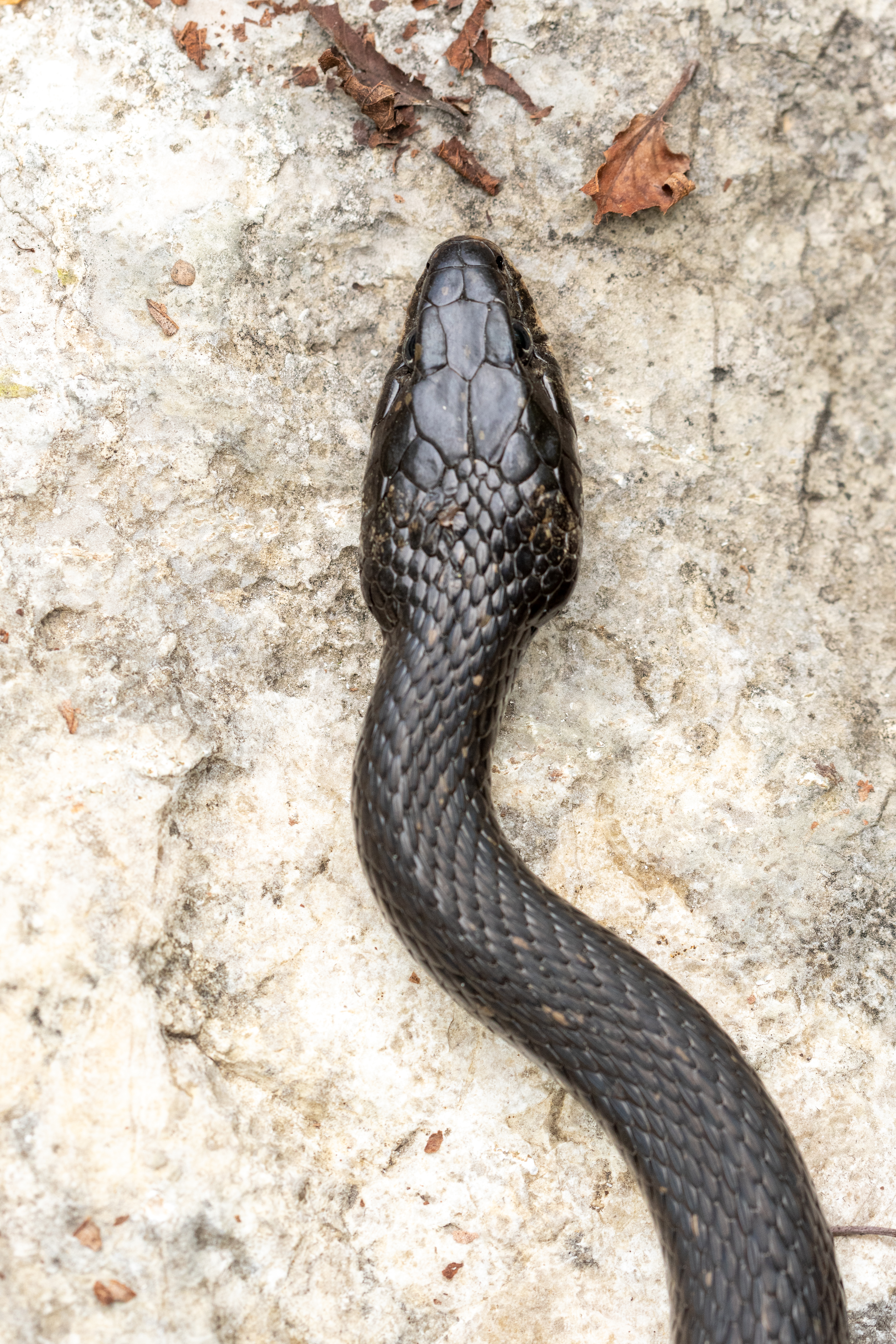
Natrice dal collare (Natrix natrix) individuo melanotico con dettagli del capo visti dall'alto

La biscia dal collare, biscia d'acqua o natrice dal collare (Natrix natrix Linnaeus, 1758) è un serpente acquatico non velenoso per l'uomo della superfamiglia Colubroidea, famiglia Natricidae a distribuzione euroasiatica. A seguito di recenti studi genetici, la specie è stata suddivisa in Natrix natrix e Natrix helvetica, la biscia dal collare barrata.

## Descrizione

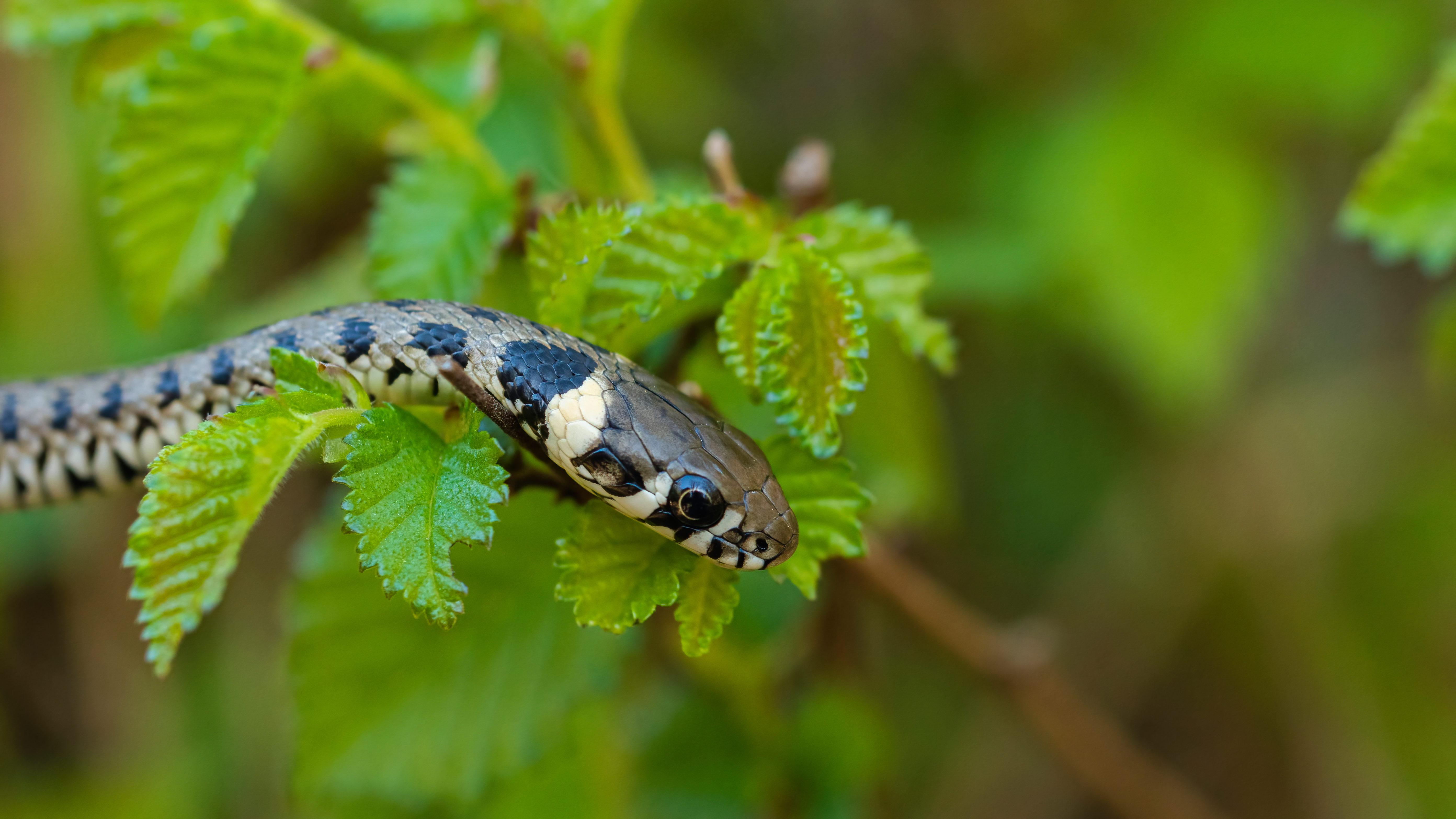
Natrice dal collare (Natrix natrix) dettaglio del profilo del capo

La biscia dal collare è tipicamente verde scuro o marrone con un collare giallo caratteristico dietro alla testa a cui deve il nome. Il colore può variare dal grigio al nero. La parte inferiore è più chiara. La biscia dal collare è uno dei più grandi rettili europei e raggiunge una lunghezza totale di 150 cm, in rari casi esemplari di notevoli dimensioni possono raggiungere una lunghezza massima di 200 cm.

## Biologia

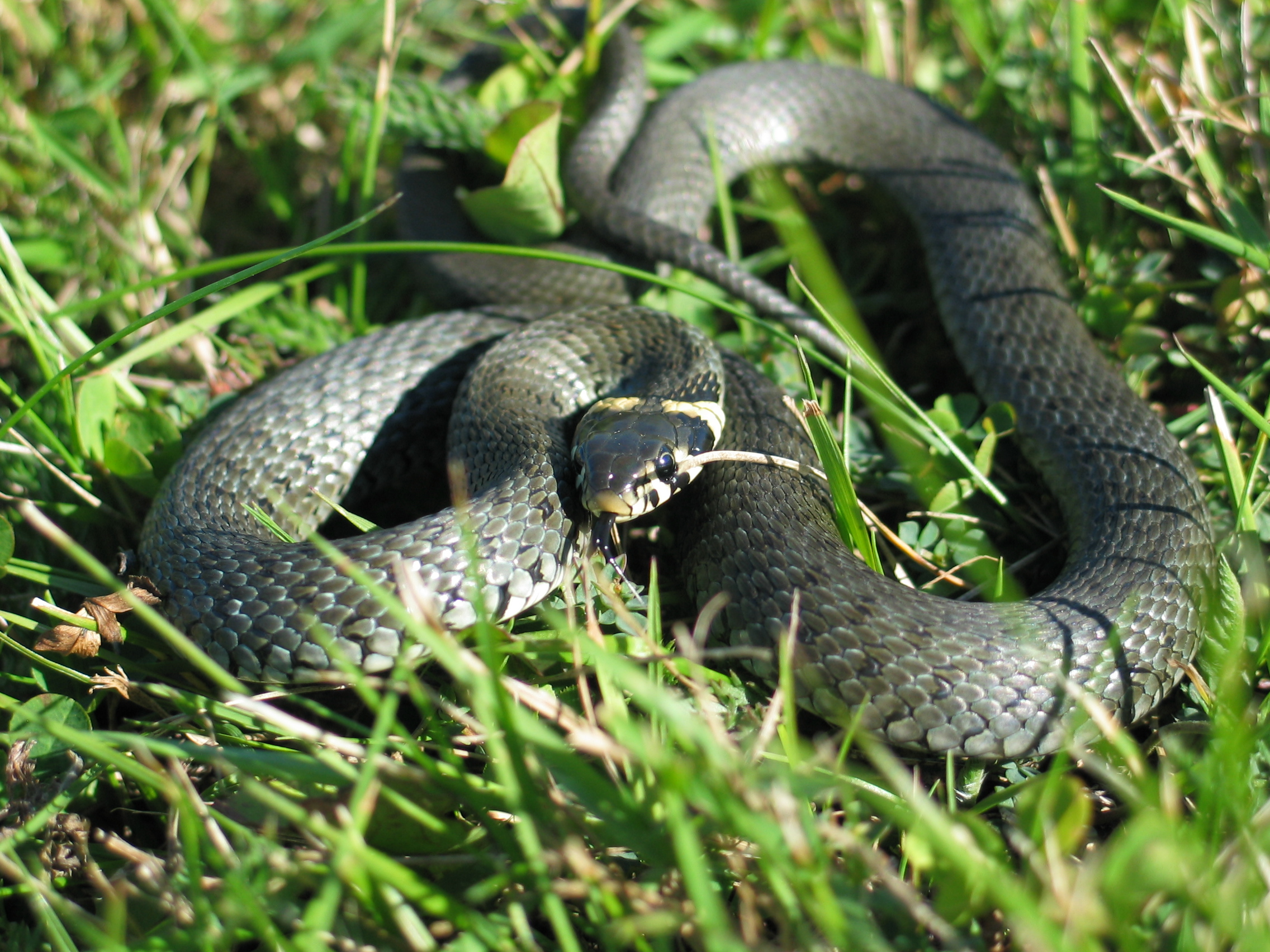
Natrice in posizione di difesa.

Le bisce dal collare sono grandi nuotatrici, e vanno in letargo durante l'inverno.
Poiché non sono velenose, le loro uniche difese sono la produzione di un fluido dall'odore aspro dalle ghiandole anali o la finzione della morte. A volte fingono anche degli attacchi, colpendo senza veramente aprire le loro bocche. Si difendono raramente mordendo.

### Alimentazione
Predano quasi esclusivamente anfibi, soprattutto rane e rospi, ma anche tritoni e pesci.

### Riproduzione
L'accoppiamento avviene poco dopo il risveglio, ad aprile o maggio. Le uova dalla pelle in cuoio vengono deposte in gruppi di 8 - 40 in giugno e luglio e si schiudono dopo circa 10 settimane. Poiché le uova richiedono una temperatura di almeno 21 gradi per schiudersi, la vegetazione in putrefazione, incluso i cumuli di compost, sono postazioni preferite. I giovani sono lunghi circa 18 cm quando le uova si schiudono e sono subito indipendenti.

## Distribuzione e habitat
Questo colubroideo ha un ampio areale eurasiatico. È distribuito nell'Europa continentale, dalla Germania agli Urali e dalla Scandinavia settentrionale alla Grecia. A ovest del suo areale europeo e in Italia essa viene sostituita dalla specie sorella Natrix helvetica. La si può comunque trovare su alpi e prealpi.
L'habitat della specie comprende una grande varietà di ambienti umidi quali stagni, rive dei corsi d'acqua sia piccoli sia grandi, in aree sia aperte che boschive, in zone pianeggianti, collinari e montane.

## Tassonomia
La specie comprende numerose sottospecie la cui tassonomia è ancora oggetto di dibattito fra gli esperti.
- Natrix natrix algirus (fide Sochurek, 1979)
- Natrix natrix astreptophora (Seoane, 1885)
- Natrix natrix calabra Vanni & Lanza, 1983
- Natrix natrix cypriaca (Hecht, 1930)
- Natrix natrix fusca Cattaneo, 1990
- Natrix natrix gotlandica Nilson & Andrén, 1981
- Natrix natrix natrix (Linnaeus, 1758)
- Natrix natrix persa (Pallas, 1814)
- Natrix natrix schweizeri L. Müller, 1932
- Natrix natrix scutata (Pallas, 1771)

Natrix natrix helvetica (Lacépède, 1789) era precedentemente considerata una sottospecie, ma a seguito di analisi genetiche è stata riconosciuta nell'agosto 2017 come buona specie, Natrix helvetica, la biscia dal collare barrata. Altre quattro sottospecie furono trasferite da N. natrix a N. helvetica, diventando N. helvetica cettii, N. helvetica corsa, N. helvetica lanzai e N. helvetica sicula.

## Galleria d'immagini

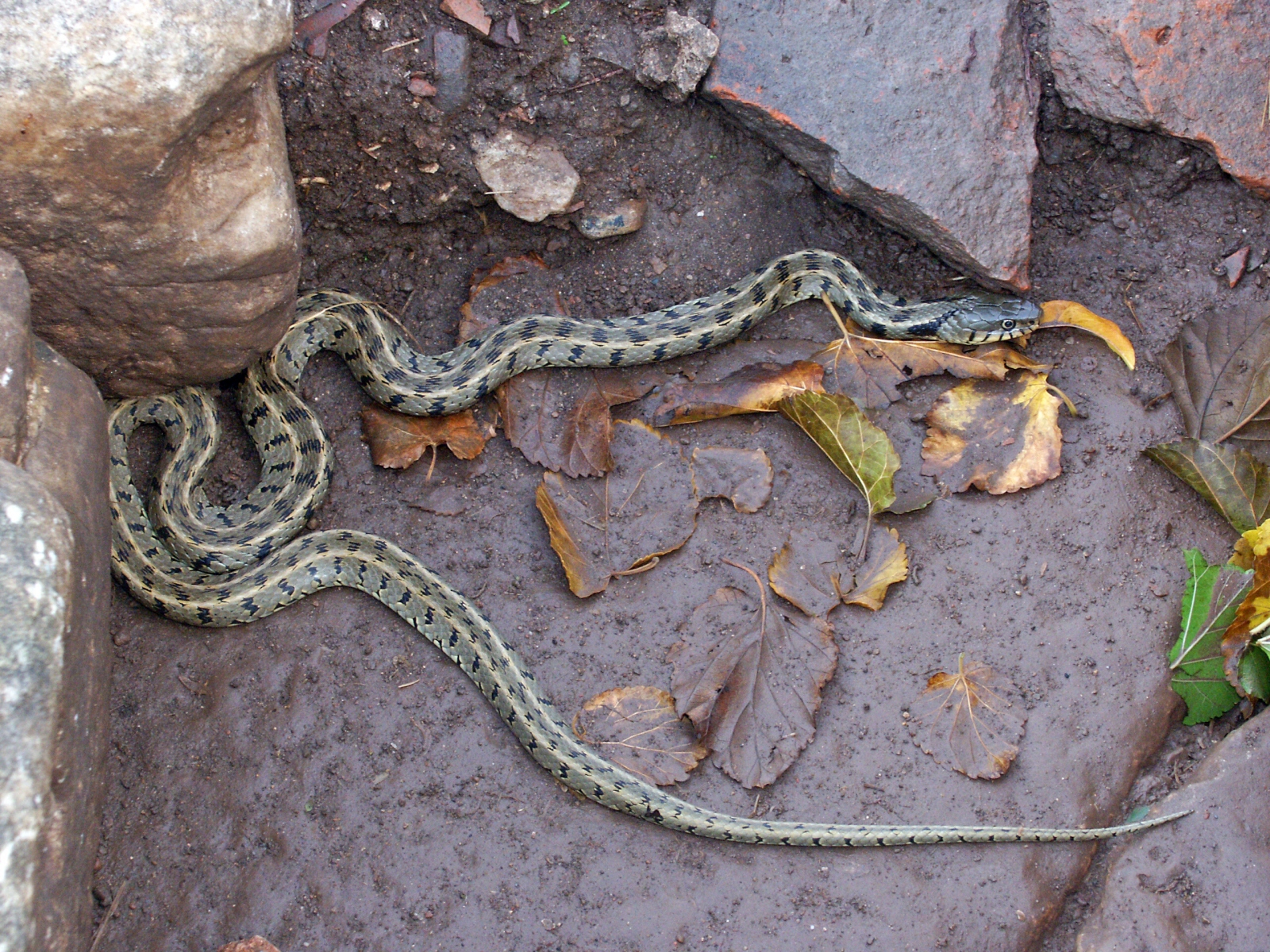
Natrice in movimento
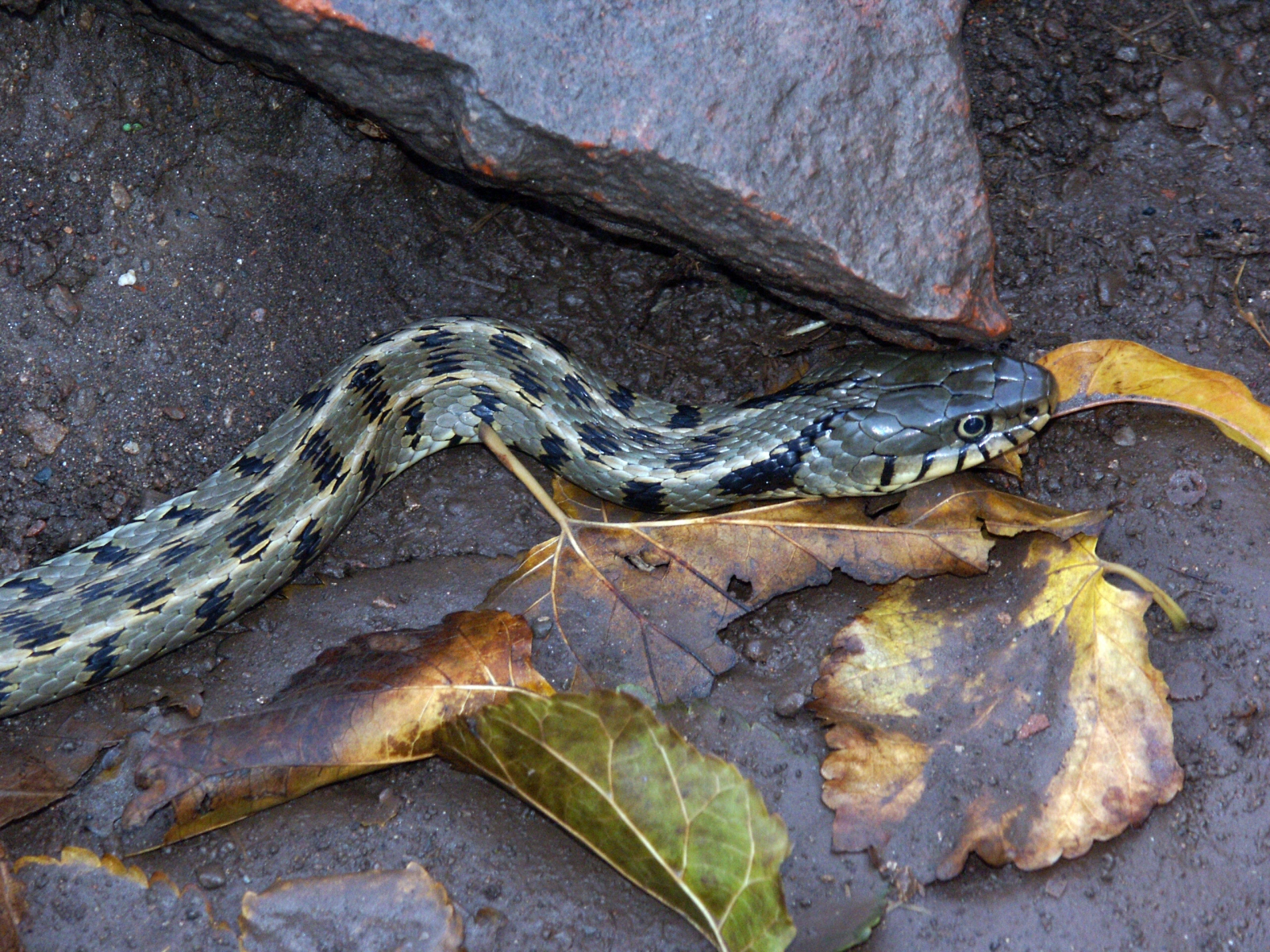
Parte superiore del corpo
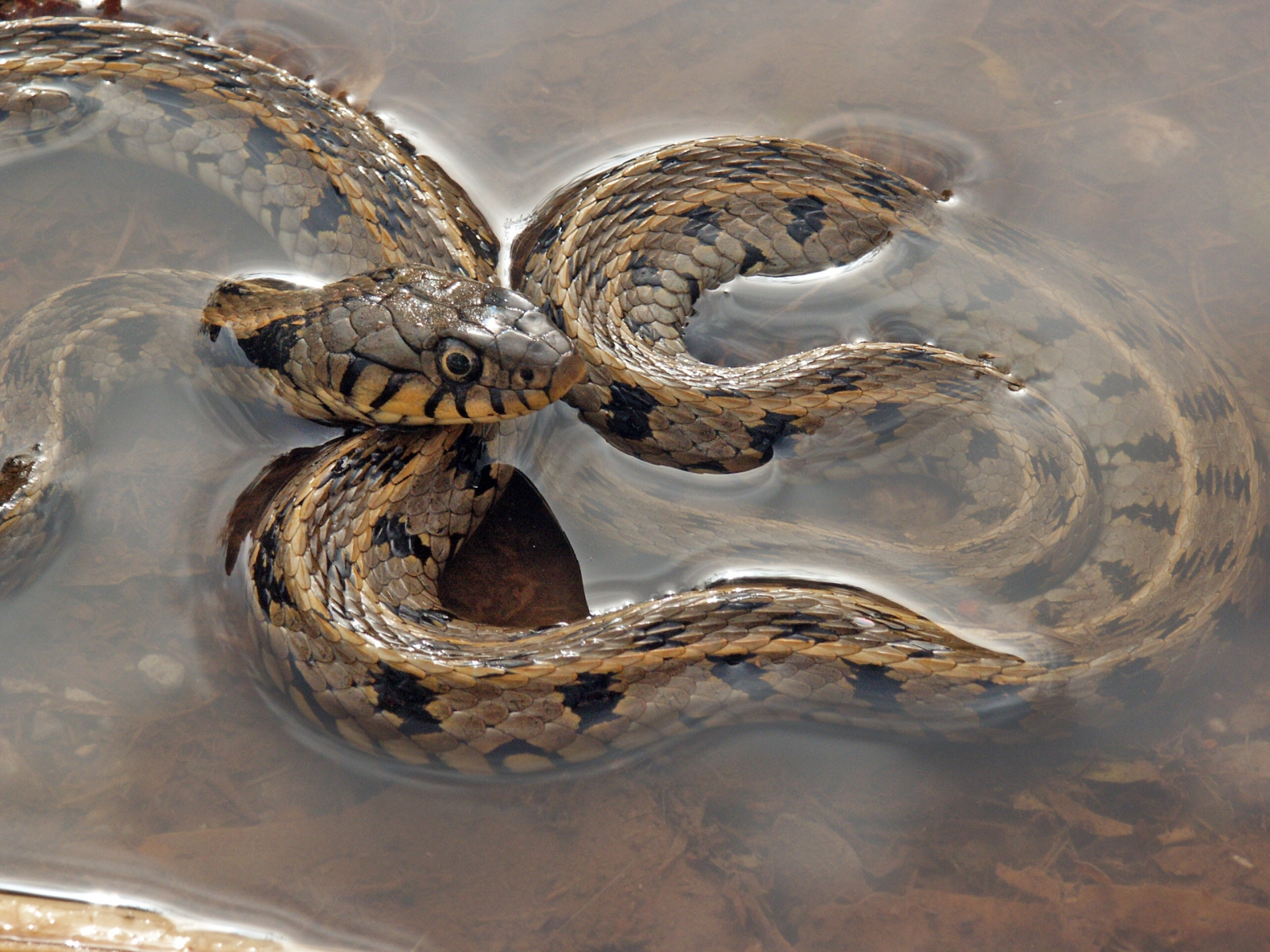
Natrice in acqua
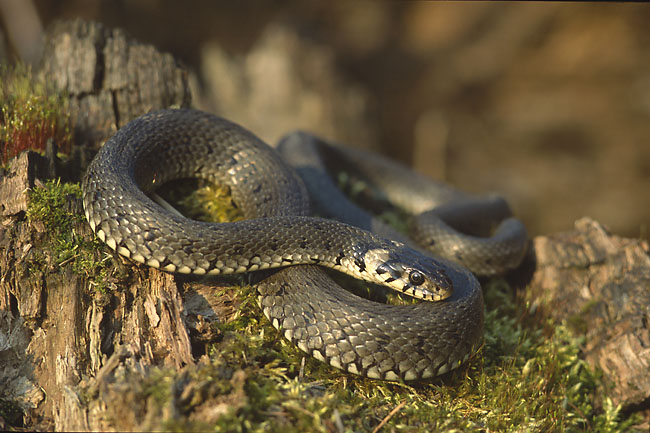
Natrice a riposo su un tronco